# 地域安全センター

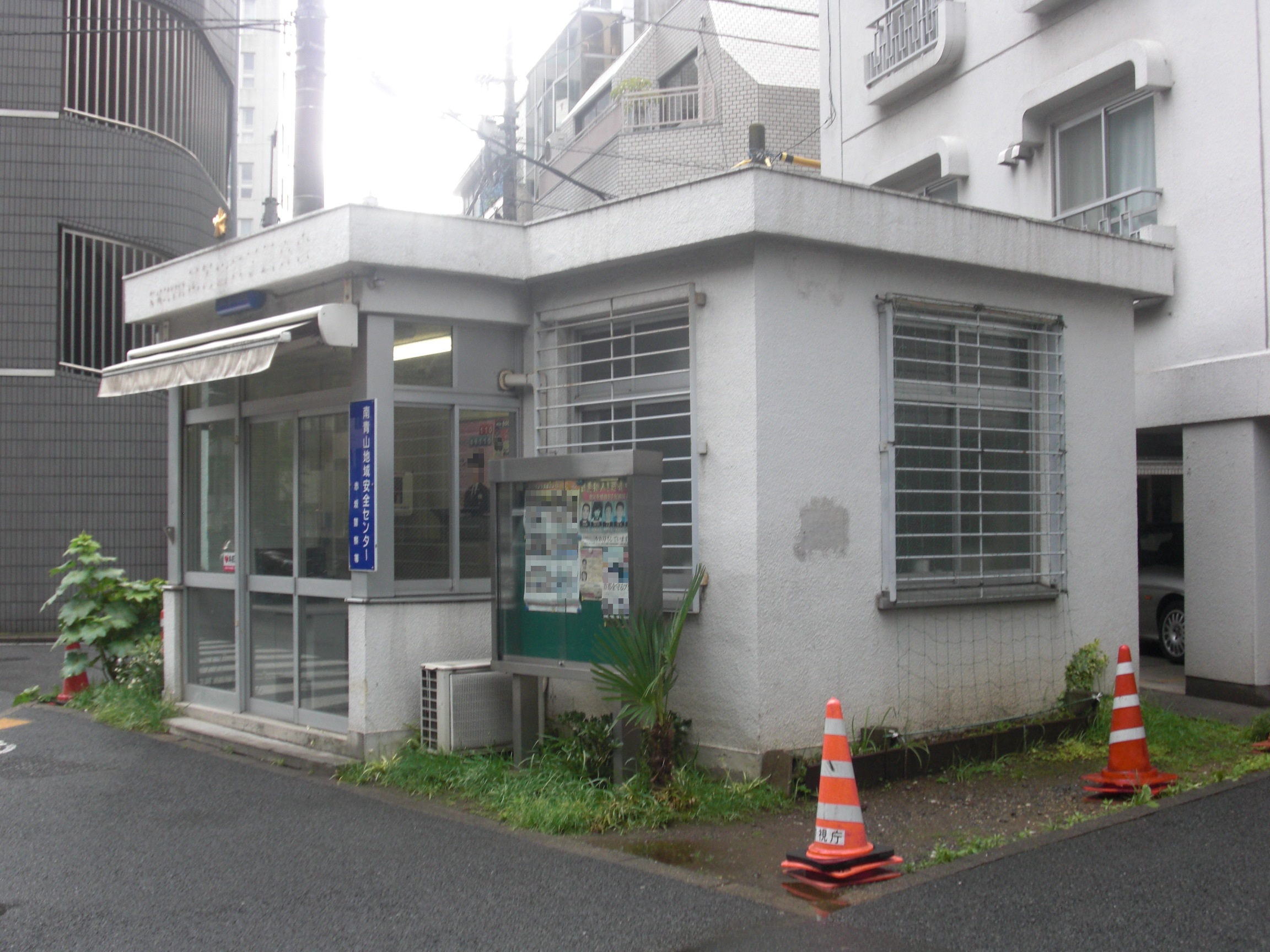
赤坂警察署南青山地域安全センター（旧：南青山六丁目交番）

地域安全センター（ちいきあんぜんセンター）は、日本の東京都にある警視庁の施設の一つである。大阪府にも同名の施設があるが、大阪府のものは以下で解説する東京都のものとは異なり、地域の防犯組織の拠点として、学校などに置かれる施設である。
2007年（平成19年）4月1日に、警視庁は空き交番対策として管内の交番121ヶ所の統廃合を実施した。閉鎖される交番のうち87ヶ所について土地、建物を活用し、地域安全サポーターを勤務させる形式で開設されたのが、地域安全センターである。管理監督は交番同様、設置地域の警察署が行う。交番時代の赤色標灯に代わり、青色標灯及び青色看板を掲げる。
警察官OB・OGによる地域安全サポーターが勤務し、地理案内や防犯相談などを行っている。

## 沿革
- 2007年（平成19年）4月1日：東京都内87ヶ所の交番を地域安全センターに用途変更

統廃合対象のうち残り34箇所の交番については、駐在所化11ヶ所、警備派出所化5ヶ所、地元自治体に移管4ヶ所、廃止が14箇所となった。
この統廃合の実施により空き交番対策は完了されたため、以後地域安全センターの新設は行われていないが、2008年に土地区画整理事業による廃止が発生した。

## 車両
地域安全センターにはパトカーと同じく白黒に塗装された自動車が提供される場合がある。地域安全センターの車両はパトランプが赤色灯ではなく青色灯になっており、サイレンなどは搭載されておらず緊急自動車扱いではない。板橋区近隣や日野市近隣で走行しているのが目撃できる。なお、車両の運転は自治体が委託した警備会社やシルバー人材センターなどが行うため、地域安全サポーターが運転を行うことはない。

## 地域安全サポーター
地域安全センターには警察官は勤務しておらず、警察官OBの地域安全サポーターが勤務している。これは、警視庁の再雇用職員であり、地域安全センターが発足されるまでは、交番相談員として交番で勤務していた者も多い。しかし、地域安全センターは交番ではないため、被害届の受理はできず、遺失届・拾得届の受理や道案内、交通整理、各種相談の対応程度しかできない。地域安全サポーターは交番相談員と類似した制服（ただし、帽子とネクタイ、肩のエンブレムが異なる）を着用し、原則として警察官と同様の白い自転車で移動する。

## 一覧
交番時代の名称をそのまま用いている地域安全センターが多いが、一部異なる名称の地域安全センターについては、交番時代の名称を添えた。
なお、各警察署における地域安全センターの項目も参照されたい。
- 麹町警察署竹橋地域安全センター
- 万世橋警察署末広町地域安全センター
- 築地警察署土橋地域安全センター、三原橋地域安全センター
- 月島警察署西仲通地域安全センター
- 三田警察署八千代橋地域安全センター、芝園橋地域安全センター
- 麻布警察署古川橋地域安全センター
- 赤坂警察署南青山地域安全センター（旧：南青山六丁目交番）
- 東京湾岸警察署大井ふ頭地域安全センター、新木場地域安全センター（東京湾岸署開設時に城東署から移管）
- 品川警察署二日市地域安全センター
- 大井警察署西大井地域安全センター
- 大崎警察署池田山地域安全センター
- 大森警察署八景園地域安全センター、大森東地域安全センター（旧：大森東四丁目交番）、平和島地域安全センター、京浜島地域安全センター（東京湾岸署開設時に大森署へ移管）
- 田園調布警察署南千束地域安全センター
- 蒲田警察署東糀谷地域安全センター、西六郷一丁目地域安全センター、穴守稲荷駅前地域安全センター
- 池上警察署矢口地域安全センター
- 世田谷警察署太子堂地域安全センター、野沢地域安全センター
- 成城警察署芦花公園地域安全センター（旧：芦花公園前交番）、烏山下宿地域安全センター、祖師谷地域安全センター（旧：祖師谷二丁目交番）
- 目黒警察署五本木地域安全センター、谷戸前地域安全センター、上目黒地域安全センター（旧：上目黒四丁目交番）
- 碑文谷警察署碑文谷地域安全センター（旧：碑文谷五丁目交番）、本町地域安全センター（旧：本町五丁目交番）
- 原宿警察署原宿地域安全センター
- 代々木警察署代々木地域安全センター（旧：代々木三丁目交番）
- 牛込警察署矢来町地域安全センター、弁天町地域安全センター、戸山町地域安全センター
- 中野警察署城山地域安全センター
- 野方警察署丸山地域安全センター
- 杉並警察署松ノ木地域安全センター
- 高井戸警察署高井戸東地域安全センター、和泉地域安全センター
- 荻窪警察署地蔵坂地域安全センター、清水地域安全センター
- 大塚警察署小日向地域安全センター
- 巣鴨警察署巣鴨向原地域安全センター
- 池袋警察署西池袋地域安全センター
- 目白警察署長崎地域安全センター、水道端地域安全センター
- 滝野川警察署御代乃台地域安全センター
- 赤羽警察署志茂地域安全センター
- 板橋警察署向原地域安全センター
- 志村警察署北前野地域安全センター、戸田橋地域安全センター
- 光が丘警察署光が丘公園地域安全センター、富士見台地域安全センター
- 石神井警察署下石神井地域安全センター
- 下谷警察署清水坂地域安全センター
- 蔵前警察署浅草橋地域安全センター（旧：浅草橋五丁目交番）
- 南千住警察署南千住地域安全センター（旧：南千住三丁目東交番）
- 千住警察署大師道地域安全センター
- 西新井警察署栗原地域安全センター（旧：栗原四丁目交番）
- 深川警察署永代橋地域安全センター、浜園橋地域安全センター
- 城東警察署水神森地域安全センター
- 本所警察署駒形橋地域安全センター、厩橋地域安全センター
- 向島警察署墨田地域安全センター
- 亀有警察署十三橋地域安全センター
- 葛飾警察署高砂地域安全センター（旧：高砂四丁目交番）
- 昭島警察署東町地域安全センター
- 立川警察署中区地域安全センター
- 小金井警察署日吉町地域安全センター
- 田無警察署門前地域安全センター
- 武蔵野警察署西久保地域安全センター、本町地域安全センター（旧：本町四丁目交番）
- 三鷹警察署井の頭公園地域安全センター、下連雀地域安全センター
- 八王子警察署横山地域安全センター、元本郷地域安全センター
- 日野警察署日野台地域安全センター
- 多摩中央警察署落合地域安全センター
- 南大沢警察署片倉地域安全センター（南大沢署開設時に八王子署から移管）

## 廃止
- 小金井警察署小金井駅南口地域安全センター（2008年、武蔵小金井駅南口再開発事業のため）
- 戸塚警察署下落合地域安全センター（2009年）
- 中野警察署寿橋地域安全センター（2015年）